# Minh Tơ
Minh Tơ (1922-1984), tên khai sinh là Nguyễn Văn Tơ là một kép hát nổi danh của Sài Gòn – Gia Định từ đầu thế kỷ 20. Ông sinh tại làng An Ngãi – tỉnh Bà Rịa – Vũng Tàu. Ông đến với nghệ thuật cải lương và gắn bó với gánh hát Vĩnh Xuân của cha ông, Nguyễn Văn Thắng, tức Bầu Thắng (1895-1939)

## Tiểu sử
Năm 4 - 5 tuổi, ông đã đóng vai Lưu Kim Đồng trong vở tuồng Thất hiền quyến, rồi ông đóng các vai kép con, oải tử, kép trẻ, kép râu, lão...
Giai đoạn từ năm 1954 - 1955 ông về hát cho đoàn cải lương Phụng Hải, chuyên hát tuồng Tàu, nhưng sau đó lại về gánh hát của nhà.
Nghệ sĩ Minh Tơ được biết đến qua các vai kép văn, võ như: Lã Bố, Dương Tôn Bảo, Cao Đổng Kim Lân, và các vai kép râu, lão như Quan Công, Cao Hoài Đức, Hoàng Phi Hổ, Bách Lý Hề ... Từ năm 1940 - 1970, ông được công chúng bầu chọn là kép hát bội xuất sắc nhất Sài Gòn .
Ông đã thành lập nhóm Đồng ấu Minh Tơ (1959-1961) gồm các con cháu trong đoàn và trở thành người thầy mẫu mực, cây đại thụ đã để lại cho đời sau một thế hệ nghệ sĩ tài giỏi: Thanh Tòng, Thanh Thế, Bo Bo Hoàng, Xuân Yến, Trường Sơn, Thanh Loan, Bạch Lê, Bạch Liên, Trung Quan, Minh Tốt, Bửu Truyện, Hữu Lợi, Đức Lợi, Minh Thu, Trang Kim Sa, Minh Tâm, Thành Bé, Thạch Ngọc, Thành Tốt, Vũ Đức. Trong giai đoạn kháng chiến chống Pháp ông cùng với 2 người là Hoàng Minh, Thiệu Của tham gia Việt Minh. Với sự giúp đỡ của bà bầu Cao Long Ngà cũng là Vú nuôi của ông, nên đã được thoát khỏi sự truy bắt và án tử của chính quyền Quốc Gia Việt Nam. 
Giai đoạn sau 1975 khi đất nước giải phóng ông được chính quyền mới cấp tặng nhà tại hẻm 56 Bạch Vân cùng với sự hỗ trợ chính quyền mới biển hiệu Đoàn Cải Lương Hồ Quảng Minh Tơ sau là Đoàn Cải Lương Tuồng Cổ Minh Tơ được phát triển rực rỡ.

## Cuộc sống riêng tư
Ông kết hôn với bà Bảy Sự cũng là Đào Hát có các con bao gồm Xuân Yến, Thanh Tòng, Thanh Loan, Minh Tâm, Công Minh, Xuân Thu, Thanh Sơn đều là những nghệ sĩ thành công trong lãnh vực cải lương Hồ Quảng sau năm 1975 bên cạnh đó ông cũng có 2 con ngoài giá thú là Tuấn Minh, Thảo Nguyên.
Trong lúc sinh sống tại Đình Cầu Quan ông có mối quan hệ Đào hát Mộng Lành.